# Nazionale femminile di rugby a 15 dell'Irlanda
La nazionale di rugby a 15 femminile dell’Irlanda (in inglese Ireland women’s national rugby union team, abbreviato anche in Ireland Women) è la selezione di rugby a 15 femminile che rappresenta l’isola d’Irlanda in ambito internazionale.
Essa infatti opera sotto l’autorità della Irish Rugby Football Union che ha giurisdizione sia sulla Repubblica d’Irlanda che sulla britannica Irlanda del Nord.
Attiva dal 1993, ha partecipato a tutte le edizioni della Coppa del Mondo tenutesi del 1994 in avanti, realizzando come miglior risultato il quarto posto nell’edizione 2014.
È inoltre cofondatrice del Sei Nazioni, torneo al quale ha sempre preso parte tranne che in due edizioni, e che ha vinto due volte, una delle quali (nel 2013) con il Grande Slam.
Ha preso, infine, parte a 7 edizioni del campionato europeo (debutto nel 1997), con un terzo posto nel 2008 come migliore risultato.
Dal 21 ottobre 2021 il suo commissario tecnico è Greg McWilliams, che fa seguito ad Adam Griggs, dimessosi dopo la mancata qualificazione alla Coppa del Mondo 2021.
Al 2 dicembre 2024 la squadra occupa la 6ª posizione del ranking World Rugby.

## Storia
Nei primissimi periodi del rugby femminile nelle isole britanniche, solo un'organizzazione gestiva la disciplina, la Women's Rugby Football Union, attiva fin dal 1983, che limitava la sua influenza alla Gran Bretagna; una federazione che rappresentasse l'isola d'Irlanda nacque solo nel 1991, la Irish Women's Rugby Football Union.
Il 14 febbraio 1993, al Raeburn Place di Edimburgo, Scozia e Irlanda si incontrarono per quello che fu l'incontro d'esordio assoluto per entrambe; il primo C.T. irlandese fu l'allora ventiseienne Alain Rolland, all'epoca giocatore e non ancora arbitro internazionale di fama.
La Scozia vinse 10-0 con due mete di Sandra Colamartino.
Esattamente un anno più tardi, il 13 febbraio 1994, le scozzesi restituirono la visita e vinsero a Belfast 5-0.
L'Irlanda si presentò quindi alla Coppa del Mondo di rugby femminile 1994, la sua prima in assoluto, con solo due incontri ufficiali alle spalle a distanza di 12 mesi l'uno dall'altro.
Inserita in un girone con Francia e una selezione di studentesse scozzesi, si fermò ai quarti di finale battuta 0-76; dopo un'ennesima sconfitta per 3-10 contro la Scozia nelle semifinali di consolazione, realizzò la sua prima vittoria internazionale battendo il Giappone 11-3 nella finale per il settimo posto.

### L’era dell’Home Nations’ Championship
Nel 1996 l’Irlanda, insieme alle altre tre Home Nation Galles, Inghilterra e Scozia, diede vita a un torneo analogo al Sei Nazioni maschile, l’Home Nations’ Championship, anch’esso destinato, anni dopo, ad assumere la stessa denominazione del torneo degli uomini a seguito dell’ampliamento a 6 squadre; l’Irlanda vinse un solo incontro in tale prima edizione, vinta dall’Inghilterra che suggellò la conquista proprio nell’ultima partita contro le irlandesi.
L'anno successivo, dopo un witewhash all'Home Championship, l'Irlanda partecipò al suo primo campionato europeo, in cui uscì ai quarti di finale e vinse la finale per il settimo posto.
Fu settimo posto anche alla successiva Coppa del Mondo nel 1998; nel 2001 la IWRFU fu affiliata alla federazione nazionale.
I migliori risultati giunti fino al 2008, anno di completa integrazione nella IRFU, furono un ottavo posto alla Coppa del Mondo nel 2006 e due quarti posti proprio nelle immediate due edizioni precedenti all'integrazione; ancora nel 2008 giunse un terzo posto al campionato europeo, miglior risultato in tale torneo.
I frutti del lavoro di sviluppo della federazione iniziarono a vedersi nel secondo decennio del secolo: nel 2013 l'Irlanda vinse il suo primo Sei Nazioni (nome con cui nel frattempo era divenuto noto l'Home Championship delle origini) con il Grande Slam, completato a Parabiago contro l'Italia, l'unica avversaria di quell'edizione di torneo che, pur sconfitta, non le concesse alcuna meta.
Un anno più tardi, alla Coppa del Mondo di rugby femminile 2014 in Francia, le irlandesi realizzarono un exploit infliggendo alle Black Ferns, nella fase a gironi, la loro prima sconfitta mondiale dal 1991: il 17-14 con cui esse vinsero rappresentò anche la prima affermazione di sempre di una nazionale irlandese contro una rappresentativa della Nuova Zelanda.
La squadra si qualificò per le semifinali dove fu battuta dall'Inghilterra e chiuse il torneo al quarto posto, realizzando il suo fino ad allora migliore mondiale.
Nel 2015 giunse anche il secondo titolo nel Sei Nazioni, conquistato senza il Grande Slam per miglior differenza punti fatti/subiti nei confronti della Francia.
Nel 2017 l'Irlanda ospitò la Coppa del Mondo ma non ripeté il risultato di tre anni prima, terminando il torneo all'ottavo posto; facendo seguito a tale risultato l'allora commissario tecnico Tom Tierney presentò le dimissioni dall'incarico venendo rimpiazzato da Adam Griggs.
Il nuovo C.T. chiuse il Sei Nazioni 2018 al terzo posto con miglior differenza punti fatti/subiti rispetto all'Italia; fu penultimo nel 2019, secondo a pari merito della Francia nel 2020.
Dopo un Sei Nazioni 2021 disputato in forma ridotta per via della pandemia di COVID-19 e concluso al terzo posto grazie alla vittoria sull'Italia nella finale di consolazione, giunse la mancata qualificazione alla Coppa del Mondo di rugby femminile 2021: l'Irlanda si classificò terza nel torneo europeo di ammissione alla competizione dietro Italia e Scozia.
Dopo tale eliminazione Griggs si è dimesso e al suo posto la federazione ha nominato Greg McWilliams.

## Colori e simboli
Al pari dei loro colleghi della nazionale maschile, le giocatrici vestono una prima uniforme composta da maglietta e calzettoni color verde e pantaloncini bianchi.
La seconda uniforme varia a seconda dei fornitori e dei periodi.
Canterbury of New Zealand, dal 2014 sponsor tecnico della federazione irlandese, ha proposto per il 2018 un kit che prevede una prima maglietta dalle tonalità miste verde smeraldo/verde giada e una alternativa indaco schiarito con inserti grigio antracite nelle maniche.
Il contratto con Canterbury è in vigore fino a tutto il 2020.
Il simbolo che compare sulle maglie è il caratteristico shamrock, la foglia di giovane trifoglio (trifolium repens) che rappresenta l'isola di Irlanda anche se mai ufficialmente sancito; il centro della foglia raffigura un pallone da rugby stilizzato e ai piedi figura l'acronimo in inglese della federazione, IRFU, ovvero Irish Rugby Football Union.

## Palmarès
- Sei Nazioni: 2
2013, 2015